# 티코니우스
티코니우스(Ticonius) 또는 티코니우스(Tyconius ) 또는 티코니우스(Tychonius) 로도 표기됨 (370~390년 활동)는 4세기 북아프리카 라틴 기독교의 신학자였다. 그는 도나투스파 작가였으며 그의 악의 도성과 신의 도성 개념은 히포의 성 아우구스티누스 (그는 같은 주제에 대한 책을 썼음 )에게 영향을 미쳤다.
영적인 의미로(spiritual sens) 해석된 요한계시록 주석을 썼다.

## 티코니우스의 원칙론
어거스틴의 기독교 교리라는 책에서 인용된 티코니우싀의 7가지 원칙론을 소개한다.
1) 티코니우스의 첫 번째 원칙.
첫 번째 원칙은 주님과 그의 몸에 대한 것이다. 우리는 머리와 몸, 즉 그리스도와 교회를 때로는 한 사람으로 알리는 것은 안다. “그러면 너희는 아브라함의 씨라.”(갈 3:29)는 헛된 말씀이 아니다. 아브라함의 씨는 한 사람이며, 곧 그리스도시기 때문이다. 말씀이 머리에서 몸으로 옮기고 또 몸에서 머리로 옮기면서도 사람은 변함이 없는 것을 볼 때에, 어려움을 느낄 필요가 없다. 이것은 한 사람에 대해서 하는 말이다.
2) 티코니우스의 둘째 원칙.
둘째 원칙은 주님의 몸의 이분법에 대한 것이다. 그러나 이 이름은 부적당하다. 그리스도의 몸에는 그와 함께 영원히 있지 않을 부분은 없기 때문이다. 그러므로 우리는 주님의 참 몸과 섞인 몸, 또는 참 몸과 가짜 몸, 또는 이와 비슷한 것에 대한 원칙이라고 해야 한다.
교회는 지금 양쪽이라고 한다. 그물에 좋은 고기와 나쁜 고기가 일시 섞여 있기 때문이다.(마 13L47,48) 교회의 좋은 부분에 관해서는 하나님께서 “내가 소경을 그들의 알지 못하는 길로 이끌며 그들의 알지 못하는 첩경으로 인도하며 암흑으로 그 앞에 광명이 되게 하며 굽은 데를 곧게 할 것이라. 내가 이 일을 행하여 그들을 버리지 아니하리라.”(사 42:16) 그리고 선한 부분과 섞여 있는 나쁜 부분에 대해서 그들은 “물리침을 받으리라”고 첨가하신다.
3) 티코니우스의 셋째 원칙.
셋째 원칙은 약속들과 율법에 관한 것이라고 했는데, 영과 문자에 관한 것이라고 바꿔 말할 수 있을 것이다. 이 원칙은 은혜와 율법에 관한 것이라고 부를 수도 있다. 이 원칙은 다른 문제들을 해결하는 데 쓸 원칙이라기보다 그 자체가 중대한 문제다.
4) 티코니우스의 넷째 원칙
넷째 원칙은 종(種)과 유(類)에 관한 것이다. 예컨대 한 도시는 여러 나라로 구성된 큰 사회의 한 부분이므로 도시는 종이요 국제 사회는 유라고 부른다. 논리학자들은 부분과 종을 세밀하게 구별하지만 여기서는 그런 자세한 구별을 사용할 필요가 없다. 이런 일에 관한 말씀이 성경에 있을 때에는, 한 도시가 아니라 한 지방이나 종족이나 왕국이 문제가 될 때에도 물론 응용되는 원칙은 같다. 예컨대 예루살렘이나 두로와 바벨론 같은 이방 도시에 대해서만, 그 도시의 한계를 넘어서 모든 나라에 더 잘 해당하는 말씀이 성경에 있는 것이 아니다. 성경이 하는 말씀은 모든 나라의 경계를 넘어 전세계에 더 적합할 때가 있다.
성경은 분명 어느 점까지 종에 대해 말씀하다가, 그 점에서부터 유로 말씀이 넘어갈 때에 독자는 조심해서 유에서 더 확실히 얻을 수 있는 것을 종에서 찾지 않도록 경계해야 한다.
5)티코니우스의 다섯째 원칙.
다섯째 원칙은 시간에 관한 것이다. 이 원칙에 의해서 성경에 분명히 표현되지 않은 시간의 길이를 추측하거나 발견한다는 것이다. 이 원칙은 두 가지 방법으로 적용한다. 즉, 제유(synecdoche)라는 어법과 올바른 숫자로 나타내는 것이다. 제유는 부분을 전체로 보기도 하고 전체를 부분으로 보기도 한다. 예컨대 주님께서 산상에서 세 제자 앞에서 얼굴이 해와 같이 빛나며 옷이 눈같이 희어진 사건에 대해서, 마태복음 17:1절에서는 엿새 후에 있었다고 말하고 누가복음 9:28에서는 8일 후라고 말하고 있다. 이 두가지 숫자는 이대로는 다 옳을 수 없고, 8일 후라고 한 사람은 주님이 예언하신 날의 나중 부분과 예언이 성취된 날의 앞의 부분을 온전한 이틀로 계산해야 하며, 엿새 후라고 한 사람은 이 이틀 사이에 있었던 온전한 날들만을 계산했다고 해야만 그들의 말이 맞을 것이다.
티코니우스가 올바른 숫자라고 하는 것은 성경이 존중하는 숫자들을 의미한다. 즉 일곱, 열, 열둘, 그 밖에 숙독하는 사람이 곧 알게 되는 숫자들이다. 이런 숫자들은 항상 형상이라는 뜻으로 사용되는 때가 많다. 예레미야가 말한 70년은 영적으로 해석할 때에, 교회가 외인들 사이에 나그네로 있는 기간 전체를 의미할 수 있다. 또한 제곱수를 만들어 열에서 백, 열둘에서 백 마흔 넷을 만들 때에도 전체를 의미한다. 계시록에서는 백마흔넷을 사용해서 성도 전체를 의미한다.
6) 티코니우스의 여섯째 원칙.
여섯째 원칙을 티코니우스는 소급 반복이라고 부른다. 이것은 잘 주의하면 성경의 난해한 부분에서 발견할 수 있다. 성경 기록이 사건이 발생한 순서를 따른 것 같거나, 사건이 계속된 것 같을 때에, 사실은 이야기가 무언중에 이전으로 돌아가서, 빠뜨린 것을 순서대로 이야기하는 것을 의미한다. 이 점을 이해하고 이 원칙을 응용하지 않으면 우리는 잘못 해석하게 된다.
“주 하나님이 동방의 에덴에 동산을 창설하시고 그 지으신 사람을 거기 두시고 주 하나님이 그 땅에서 보기에 아름답고 먹기에 좋은 나무가 나게 하시니”(창 2:8-9)라는 말씀이 있다.
여기서 뒤에 이야기한 일들이 있기 전에 하나님이 사람을 만들어 동산에 두신 것 같이 생각된다. 그러나 두 가지 사실, 즉 하나님이 동산을 만드시고 거기에 자기가 지으신 사람을 두셨다는 사실들을 간단히 말한 다음에, 이야기가 과거로 돌아가서(소급 반복해서) 빠뜨린 것, 곧 동산을 창설하신 이야기, 보기에 아름답고 먹기에 좋은 각종 나무들 심었다고 한다. 그리고 계속해서 “동산 가운데에는 생명나무와 선악을 알게 하는 나무도 있더라”(창 2:15)고 한다.
7) 티코니우스의 일곱째 원칙.
일곱째 원칙은 마귀와 그의 몸에 관한 것이다. 마귀는 악인들의 머리며 악인들은 이를테면 그의 몸으로서, 그와 함께 벌을 받아 영원한 불로 갈 운명이다. 마치 그리스가 교회의 머리시며 교회는 그의 몸이 되어 그와 함께 영원한 나라와 영광을 받을 운명인 것과 같다. 따라서 주와 그의 몸에 관한 처음 원칙에 따라 우리는 성경이 같은 한 주격에 대해서 하는 말씀을 어떻게 해석할 것인가를 즉, 어느 부분은 머리에 대한 것이며 어느 부분은 몸에 대한 것인가를 결정하는 것과 같이, 이 마지막 원칙도 마귀에 대한 말씀이 어떤 때에는 그 자신에 관해서 그의 몸에 관한 것 같이 분명하지 않다는 것을 우리에게 알려준다.
그의 몸을 구성하는 것은 명백히 길에서 떠난 자들뿐 아니라, 실제는 그에 속하면서도 일시 교회 안에 섞여 있으면서, 세상을 떠나든지 또는 최후의 키질로 겨와 낱알을 가를 때까지 간다.

## 같이 보기
- 아우구스티누스
- 신국론